# Questionario
Il questionario è uno strumento utilizzato in campo sociale (psicologia, sociologia, economia, studi di mercato, indagini di opinione) che serve per raccogliere informazioni in modo standardizzato e su campioni più o meno grandi, tali per cui è possibile poi costruire una matrice di dati, ed effettuare poi analisi di tipo matematico, statistico o psicometrico. Vedi anche metodo quantitativo e metodo qualitativo.

## Tipi di questionario
Secondo Zammuner (1996) il questionario è uno strumento di raccolta delle informazioni, composto da un insieme strutturato di domande e relative categorie di risposta definite a priori da chi lo costruisce, ovvero di domande "chiuse" dove all'intervistato viene richiesto di individuare tra le risposte presentate quella che più si avvicina alla propria posizione, e/o domande "aperte" che non prevedono delle risposte predeterminate.
Un questionario quindi può essere principalmente di tre tipi:
- Chiuso, quando è possibile scegliere la risposta fra una di quelle già indicate;
  - chiuso singolo, quando si può scegliere solo una risposta fra quelle indicate;
  -  chiuso multiplo, quando si può scegliere più di una risposta fra quelle indicate.
- Aperto, quando la risposta non è predeterminata, ma viene lasciato uno spazio in cui è possibile indicare liberamente una risposta, che può essere di tipo numerica oppure testuale.
- Scalato, quando la risposta viene indicata su una scala graduata, che pone ai suoi estremi due risposte totalmente opposte fra di loro e in cui la scelta dell'intervistato viene espressa scegliendo un valore della suddivisione della scala in cui la preferenza gradita corrisponde alla corretta "distanza" dagli estremi della scala. Un tipo di scala molto diffusa è la scala Likert.

Fondamentali aspetti inerenti alla qualità dei questionari sono i metodi di valutazione che devono aiutare a stabilire in maniera appropriata:
- La discriminazione di situazioni importanti e oggettive;
- Le diversità di misurazione;
- Il livello di strutturazione delle domande (chiuse, semi-strutturate, aperte);
- Il linguaggio impiegato (pertinenza, precisione, rilevanza, semplicità);
- La formulazione e l'ordine dei quesiti;
- Gli errori prevedibili (casuali/sistematici) e le fonti di errore.

La valutazione prevede in genere un'indagine pilota ed uno o più pre-test, inoltre per codificare il comportamento dei rispondenti esistono opportuni indicatori della presenza di problemi.
La valutazione dei questionari può essere realizzata sia con metodi statistici (come il test-retest o con sub-campionamento della popolazione) che con metodi non statistici (come i focus group e la ricerca cognitiva di laboratorio).